# Nic Dunlop
Pour les articles homonymes, voir Dunlop (homonymie).
Nic Dunlop est un photographe irlandais, spécialiste de l'Asie du Sud-Est et du Cambodge.

## Biographie
En 1999, il a démasqué l'ancien responsable khmer rouge de la prison S-21, Khang Khek Ieu, responsable de la torture et de la mort de plus de 16 000 hommes et femmes, ainsi que de 2 000 enfants. Ce dernier vivait alors tranquillement dans un village cambodgien.

## Ouvrages
- The Lost Executioner: A Story of the Khmer Rouge, de Nic Dunlop. Bloomsbury Publishing, 19 juin 2006.  (ISBN 0-7475-6671-2)
- War of the Mines: Cambodia, Landmines and the Impoverishment of a Nation par Paul Davies et Nic Dunlop. Pluto Pr, 30 août 1994.  (ISBN 0-7453-0860-0)
- Living With Landmines: From International Treaty to Reality par Bruce Cockburn, Bill Purves, et Nic Dunlop. Black Rose Books (15 mai 2001).  (ISBN 1-55164-174-7)